# Trudowoje (rejon sol-ilecki)
Trudowoje (ros. Трудовое) – wieś (sieło) w Rosji, w obwodzie orenburskim, w rejonie sol-ileckim. W 2010 liczyła 780 mieszkańców.